# Biopsia renale
La biopsia renale è una tecnica diagnostica che consente di prelevare piccoli frammenti di tessuto renale per esaminarli al microscopio ottico ed elettronico e all'immunofluorescenza.
Si esegue quando si sospetta una malattia renale primitiva (ad esempio una glomerulonefrite) o conseguente ad altre patologie come diabete o ipertensione.

## Tecnica di esecuzione
La biopsia renale si effettua per via percutanea mediante un ago speciale, semiautomatico o automatico, di calibro variabile da 14 a 18 Gauge. Solitamente si utilizza la tecnica ecoguidata, nella quale l'ago da biopsia è inserito all'interno della sonda ecografica. Tramite quest'ultima si ricerca il polo inferiore del rene sinistro, mentre il paziente è disteso sul lettino in posizione prona (talvolta, soprattutto nei soggetti obesi, si preferisce la posizione supina antero-laterale), quindi, previa anestesia locale, l'ago bioptico montato sulla sonda viene introdotto attraverso la cute fino al rene. Dopo la biopsia, per minimizzare il rischio di emorragie, il paziente deve restare in posizione prona per alcune ore e degente a letto per 24 ore. Non deve inoltre effettuare sforzi fisici nelle successive due settimane.

## Indicazioni
L'esecuzione della biopsia è indicata in caso di sindrome nefrosica idiopatica, anomalie urinarie, insufficienza renale acuta o rapidamente progressiva, insufficienza renale cronica di natura incerta, macroematuria intrainfettiva, malattie sistemiche o disfunzioni del trapianto renale, sospetto di linfoma renale.

## Controindicazioni
Principali controindicazioni alla biopsia sono le alterazioni degli esami della coagulazione, l'ipertensione arteriosa non controllata, la presenza di un rene unico (eccetto il rene trapiantato), malformazioni, tumori o ascessi renali e nel caso di pazienti non collaboranti.

## Complicanze
Le complicanze più frequenti della biopsia renale sono le raccolte ematiche perirenali, che nella maggior parte dei casi sono asintomatiche, diagnosticabili solo al controllo ecografico; a volte possono manifestarsi con dolore lombare, ipotensione ed anemizzazione. Altre complicanze possibili sono la macroematuria e la formazione di una fistola artero-venosa intrarenale.